# Textor (logiciel)
Pour les articles homonymes, voir Textor.
Textor est un logiciel de traitement de texte professionnel développé dans les années 1980 par la société française Talor,, et distribué jusqu'au début des années 1990 par Computer Associates. Le logiciel fonctionnait en mode texte sur le système d'exploitation Microsoft MS-DOS jusqu'à sa cinquième version majeure puis la version 6 apporta en 1992 une intégration en mode graphique sous Windows 3.x. Ce logiciel était en concurrence directe avec ses homologues WordPerfect et Microsoft Word sans toutefois connaître un succès similaire. N'ayant pu prendre une part de marché significative dans la bureautique en mode graphique sous Windows, Computer Associates se concentra sur d'autres marchés et abandonna le développement du logiciel.
En mai 1992, Textor 6 était classé parmi les traitements de texte de milieu de gamme et avait un prix public aux États-Unis de 226 dollars.

## Livres parus sur Textor
- [1985] Claire Desaint (1950-), Clefs pour Textor, Lagny-sur-Marne (Seine-et-Marne), Éditions du PSI, coll. « Memento  (ISSN 0297-407X) », 1985, 235 p., 24 cm (ISBN 2-86595-308-4, OCLC 31403815, BNF 34841844, présentation en ligne).
- [1985] Sylvie Dorthan, Textor en français dans le texte, Paris, Eyrolles, 1985, 136 p., 24 cm (BNF 34838465, SUDOC 000961841).
- [1985] François Hubert (1952-) et Éric Plessz, Utiliser Textor, Paris, Éd. d'Organisation, 1985, 159 p., 24 cm (ISBN 2-7081-0681-3, OCLC 419880555, BNF 34840077, SUDOC 12187527X, présentation en ligne).
- [1986] Mohamed Djama (1962-), Mémento Textor : progiciel de traitement de texte, Paris, Édimicro, coll. « Mémentos progiciels  (ISSN 0981-6798) », 1986, 123 p., 24 cm (ISBN 2-904457-55-0, OCLC 461733140, BNF 34875915, présentation en ligne).
- [1986] Henri Lilen (1929-), Traitement de texte avec Textor, logiciel de traitement de texte et de gestion bureautique. Sur Ibm-Pc Sous Ms-Dos, Paris, Éd. Radio, coll. « Collection pro  (ISSN 0981-5708) », 1986, 334 p., 24 cm (ISBN 2-7091-0975-1, BNF 34871278).
- [1986] Véronique Muller, Textor, Paris, Cedic-Nathan, coll. « Aide-mémoire  (ISSN 0985-7842) », 1986, 31 p., 28 cm (ISBN 2-7124-0260-X, OCLC 461857762, BNF 34910752, présentation en ligne).
- [1989] Textor 4-20, Paris, Avenir consult, coll. « Les Supports professionnels  (ISSN 1147-2669) », 1989, 108 p., 30 cm (ISBN 2-87638-030-7, BNF 35032814).
- [1989] Véronique Muller, Textor 4 et 5, Paris, Cedic-Nathan / PSI, coll. « Aide-mémoire  (ISSN 0985-7842) », 1989, 53 p., 28 cm (ISBN 2-7124-0429-7, BNF 35040864, présentation en ligne).
- [1990] Véronique Muller, Textor 5, Paris, Cedic-Nathan / PSI, coll. « Aide-mémoire  (ISSN 0985-7842) », 1990, 55 p., 28 cm (ISBN 2-7124-0653-2, OCLC 462259540, BNF 35097570, présentation en ligne).